# تروینو ۱۳۷۱۶
سیارک ۱۳۷۱۶ (به انگلیسی: 13716 Trevino، نامگذاری:1998QJ40) سیزده هزار و هفتصد و شانزدهمین سیارک کشف شده‌است که در ۱۷ اوت ۱۹۹۸ کشف شد.
قدر مطلق سیارک برابر ۱۹.۵ است.